# Anastrepha fuscicauda
Anastrepha fuscicauda
 es una especie de insecto díptero que Allen L.Norrbom y Korytkowski describieron científicamente por primera vez en el año 2007.
Esta especie pertenece al género Anastrepha de la familia Tephritidae.